# Кокинская волость
Ко́кинская волость — административно-территориальная единица в составе Трубчевского уезда, существовавшая в 1910–1922 годах.
Административный центр — село Кокино.

## История
Волость образована 12 ноября 1910 года из части Красносельской волости.
В ходе укрупнения волостей, 22 апреля 1922 года Кокинская волость была упразднена, а её территория передана в Бежицкий уезд и включена в состав новообразованной Выгоничской волости.
Ныне вся территория бывшей Кокинской волости входит в Выгоничский район Брянской области.

## Административное деление
В 1920 году Кокинская волость включала в себя следующие сельсоветы: Бабинский, Выгоничский, Горицкий, Городецкий, Дембирский, Клинковский, Кокинский, Николаевский, Новоникольский, Палужский, Паниковецкий, Полубеевский, Скрябинский, Скуратовский, Слободской, Упоройский.